# ダニエル・デュトワ

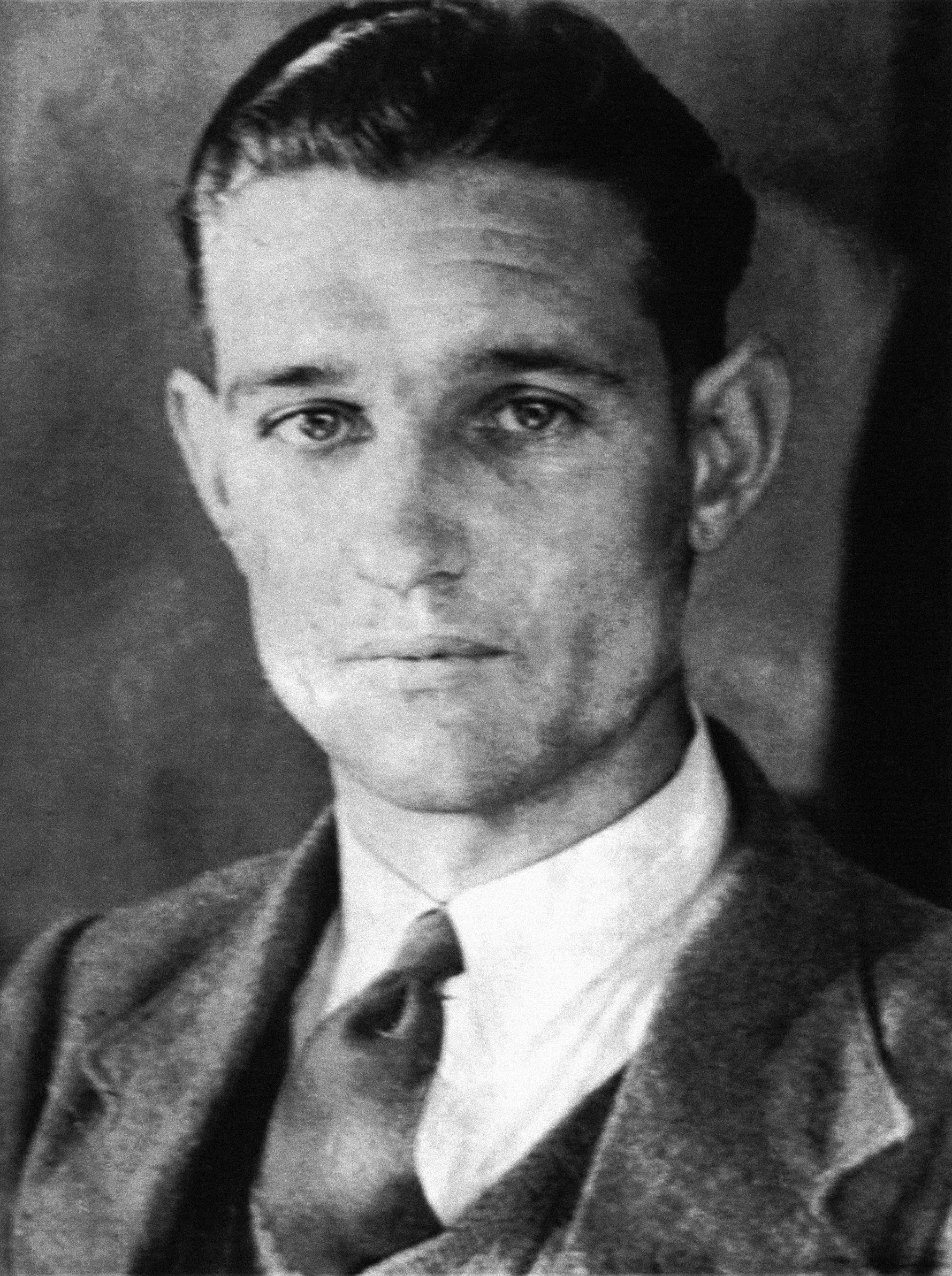

ダニエル・デュトワ（Daniel du Toit、1871年 – 1959年5月15日）は、南アフリカ共和国の天文学者である。
デュトワ・ネウイミン・デルポルト彗星、デュトワ彗星、デュトワ・ハートレー彗星等を含む多くの彗星を発見または共同発見した。南アフリカ共和国のボイデン天文台で研究を行っていた。